# Stazione di Noto
La stazione di Noto è la stazione ferroviaria della città di Noto. Si trova nella parte meridionale della Sicilia sulla linea Caltanissetta Xirbi-Gela-Siracusa.

## Storia
Il tratto da Siracusa a Noto, della Ferrovia Siracusa-Canicattì venne attivato dalla Società per le strade ferrate della Sicilia il 5 aprile del 1886. Vennero attivate le stazioni intermedie ma per Noto fu approntata una stazione provvisoria nell'attesa che il 20 settembre 1887 si attivasse quella definitiva costruita alla periferia sud dell'abitato. Alla fine dell'anno 1891, il 23 dicembre, con l'inaugurazione della restante tratta ferroviaria, la stazione di Noto venne collegata con quella di Modica, e con le altre fino a Licata e Canicattì.
La stazione di Noto divenne stazione di diramazione in seguito alla costruzione della breve Ferrovia Noto-Pachino, prevista sin dalla fine del XIX secolo ma terminata solo nel 1934. Il traffico viaggiatori inoltrato sulla detta linea era di 5 treni giornalieri in partenza e 5 in arrivo, effettuati con automotrici. La stazione ridivenne solo passante alla chiusura della linea avvenuta nel 1986. L'offerta di treni viaggiatori nel 1977 prevedeva 12 coppie treni da, e per Siracusa.
La stazione aveva un buon traffico merci di prodotti agricoli e, soprattutto, di carri cisterna con vino provenienti da Pachino.
Dopo essere stata restaurata, nel 2022 la stazione è stata riaperta con finalità turistiche.

## Strutture e impianti
La stazione è posta al km 344,418 della linea ferroviaria Siracusa-Canicattì. Possiede un bel fabbricato in classico stile ferroviario italiano con pensilina sul primo binario. L'edificio di stazione è posto a nord dei binari ed è del tipo a corpo centrale unico a due elevazioni e cinque luci; un piano terra per servizi e un primo piano per alloggi. Possiede una piattaforma girevole ferroviaria di 9,5 m, una torre dell'acqua con colonna idraulica per rifornimento di locomotive a vapore, una sagoma limite per il controllo del carico dei carri merci e alcune costruzioni di servizio accessorie.
Il fascio binari comprende il primo binario di arrivo e partenza e due binari per servizio viaggiatori e merci. Vi si trovano vari binari di ricovero e per servizio merci e annessa ad essi si trova anche una pesa-carri a bilico della portata di 30 t.

## Servizi
La stazione dispone di:
- Biglietteria automatica
- Servizi igienici